# Domèvre-en-Haye
 Domèvre-en-Haye  es una población y comuna francesa, en la región de Lorena, departamento de Meurthe y Mosela, en el distrito de Toul y cantón de Domèvre-en-Haye.

## Demografía
| 218 | 193 | 178 | 276 | 312 | 353 |
| Para los censos de 1962 a 1999 la población legal corresponde a la población sin duplicidades (Fuente: INSEE [Consultar]) |     |     |     |     |     |